# Reniale
Reniale ist der Handelsname für einen experimentellen, nicht zugelassenen Krebsimpfstoff, der zur Nachsorge bei Patienten mit Nierenkrebs eingesetzt werden soll. Reniale soll nach der operativen Entfernung des Nierentumors (Nephrektomie) bei erwachsenen Patienten angewendet werden, deren Tumor (noch) nicht metastasiert ist, d. h., sich nicht bereits nachweisbar in andere Körperteile außerhalb der Niere ausgebreitet hat. Ziel der Behandlung mit Reniale ist, nach dieser gänzlichen oder teilweisen Entfernung der Niere das erneute Auftreten von Tumoren oder Metastasen zu verhindern.

## Klinische Angaben
Erste klinische Untersuchungen zeigten nach einer Beobachtungszeit von 5 Jahren eine signifikante Verbesserung des Gesamtüberlebens und des progressionsfreien Überlebens. Diese ersten Ergebnisse wurden im Rahmen einer klinischen Phase-III-Studie verifiziert, an der 558 Patienten teilnahmen. Hier betrug das prozentuale tumorfreie Überleben (progressionsfreies Überleben) der mit Reniale behandelten Patienten nach 70 Monaten Beobachtungszeit 72 %, verglichen mit 59,3 % bei unbehandelten Patienten. Eine zweite unabhängige Auswertung der Studienpopulationen mit Daten zur Verlängerung des Gesamtüberlebens (Überlebensrate) über einen Zeitraum bis zu 105 Monaten bestätigte die klinische Datenlage.
Eine weitere 990 Patienten umfassende Metaanalyse zur Beurteilung des Gesamtüberlebens über einen Beobachtungszeitraum von 10 Jahren zeigte für die Patienten mit einem Tumor im Stadium T3 ein prozentuales Gesamtüberleben von 53,6 % verglichen mit 36,2 % bei Patienten, die nicht mit Reniale behandelt wurden.

## Pharmakologische Eigenschaften
Der Wirkmechanismus beruht auf einer Typ-IV-Überempfindlichkeitsreaktion und einer damit verbundenen Aktivierung bzw. Wiederherstellung einer bereits existierenden, aber in der Tumorumgebung unterdrückten Immunantwort, welche zielgerichtet im Patienten verbliebene Tumorzellen eliminiert.
Anhand von präklinischen Untersuchungen konnte nachgewiesen werden, dass der Wirkmechanismus im Wesentlichen unter Beteiligung von immunkompetenten, CD8-positiven Zellen (z. B. cytotoxische T-Zellen) abläuft.
Nach intradermaler Injektion wechselwirkt das Produkt mit antigenpräsentierenden Zellen der Haut (z. B. Makrophagen). Von diesen ist allgemein bekannt, dass diese unter anderem Antigene in vivo prozessieren und diese MHC gebunden präsentieren. Dadurch werden CD8-positive Zellen aktiviert, welche ihrerseits in vivo verbliebene Tumorzellen erkennen und abtöten.

## Sonstige Informationen
Im Laufe seiner Entwicklung durchläuft der Tumor verschiedenartige Veränderungen (Mutationen), was zu einer heterogenen Beschaffenheit des Tumors hinsichtlich seiner Oberflächenantigene führt. Diese Eigenschaft wurde umfangreich experimentell belegt. Daher wird für jeden Patienten ein eigenes individuelles Arzneimittel hergestellt (autologe Therapie), wobei das hoch individuelle Tumorgewebe als Ausgangsstoff verwendet und zu Zellfragmenten verarbeitet wird, um dann das daraus gewonnene Arzneimittel dem Patienten unter Umgehung der Tumor-Escape-Mechanismen in den Oberarm zu verabreichen.